# Gueorgui Romanov
Pour les articles homonymes, voir Romanov (homonymie).
Gueorgui Fedorovitch Romanov - en russe : Георгий Федорович Романов et en anglais : Georgi Romanov - (né le 15 décembre 1999 à Iekaterinbourg en Russie) est un joueur professionnel russe de hockey sur glace. Il joue au poste de gardien de but.

## Biographie
Formé au Iounost Iekaterinbourg, il commence sa carrière en junior avec l'Avto dans la MHL lors de la saison 2016-2017. Le 10 septembre 2019, il joue son premier match en senior avec le Gorniak Outchaly face au Toros Neftekamsk dans la VHL. De 2021 à 2023, il joue dans la VHL et fait quelques apparitions sur le banc de l'Avtomobilist Iekaterinbourg dans la KHL et dispute une séance de tirs au but. Le 3 mai 2023, il signe un contrat de deux ans avec les Sharks de San José. Il part alors en Amérique du Nord et est assigné aux Barracuda de San José dans la Ligue américaine de hockey. Il dispute également sept matchs dans l'ECHL avec le Thunder de Wichita. Le 15 avril 2024, il joue ses premières minutes de jeu dans la Ligue nationale de hockey avec les Sharks de San José après avoir remplacé Devin Cooley face aux Oilers d'Edmonton lors d'une défaite 9-2.